# Guus Janssen

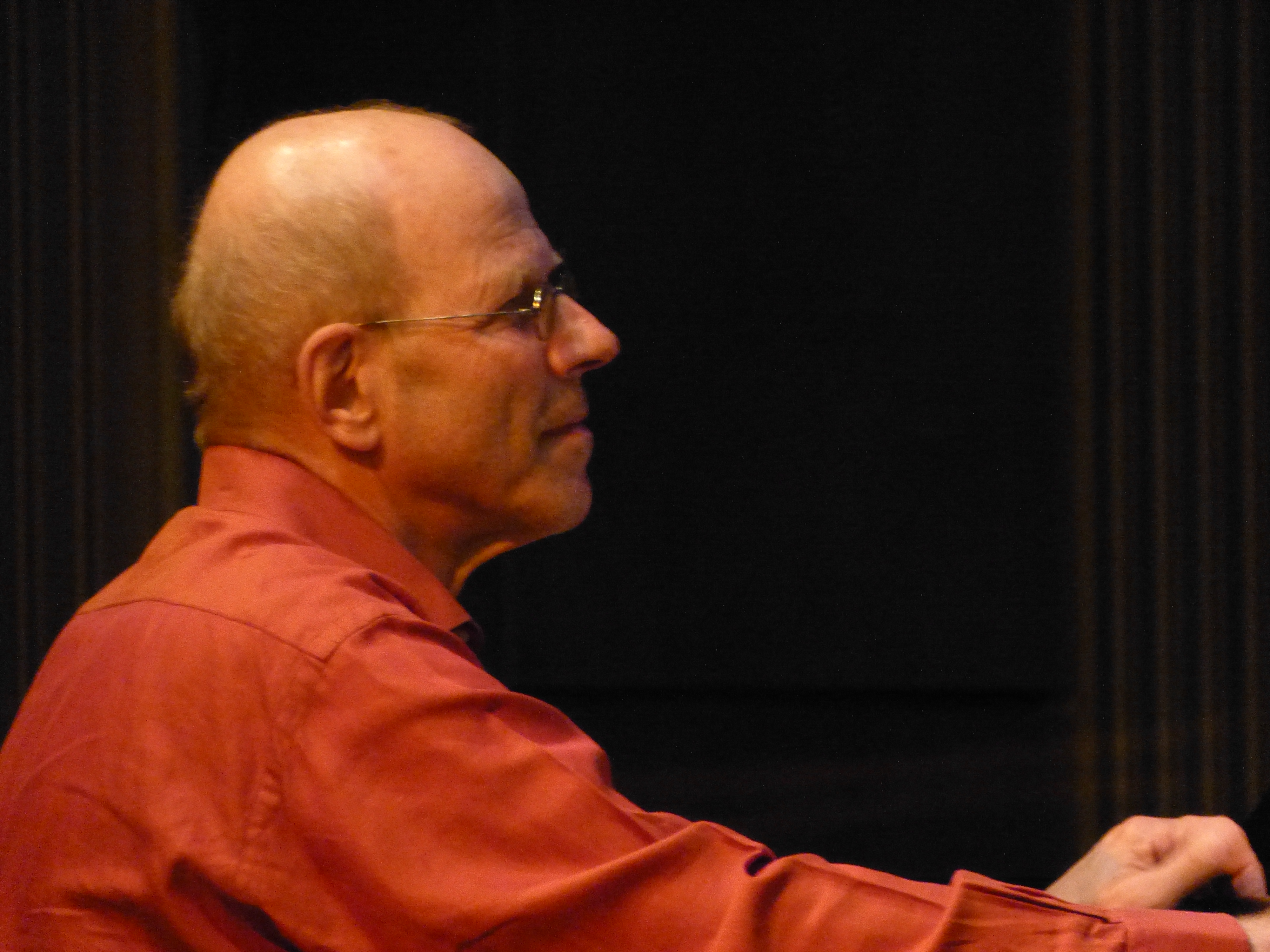
Guus Janssen (2017 beim Kölner Acht Brücken Festival-Konzert der David Kweksilber Big Band im Funkhaus des WDR)

Guus Janssen (* 13. Mai 1951 in Heiloo/Provinz Noord-Holland) ist ein niederländischer Komponist, Pianist und Cembalo-Spieler der improvisierenden Musik, der Neuen Musik und des Jazz.

## Leben und Wirken
Janssen studierte Klavier und Kompositionslehre am Sweelinck Konservatorium in Amsterdam bei Ton de Leeuw (Komposition) und Jaap Spaanderman (Klavier). Schon seit Anfang der 1980er Jahre spielt er meist in eigenen Gruppen, von 11-köpfigen Bigbands bis zu Opernorchestern, aber auch als Solist, zum Beispiel auf dem North Sea Jazz Festival, dem „Holland Festival“, dem „Warschau Herbst Festival“ und dem Festival „Wien Modern“. Dabei spielt er meist eigene Kompositionen oder improvisiert. Als Jazzmusiker spielte er u. a. mit John Zorn, Theo Loevendie, Han Bennink und Georg Lewis. Ab 1988 bildete er mit seinem Bruder, dem Schlagzeuger Wim Janssen, und dem Bassisten Ernst Glerum das Trio Janssen/Glerum/Janssen, das auch durch China tourte; 1993 gastierte er gemeinsam mit seinem Bruder in der Knitting Factory in New York auf. In den letzten Jahren trat er mit Bo van de Graafs I Compani, im Duo mit David Kweksilber und nach dem Ausscheiden von Misha Mengelberg mit dem ICP Orkest auf.
Janssen komponierte unter anderem „Verstelwerk“ als Auftragsarbeit der Donaueschinger Musiktage, dort aufgeführt vom Ensemble Loos und dem niederländischen Radiokammerorchester. Für Gidon Kremer und das Schönberg Ensemble komponierte er „Klotz“ (bei dem er selbst auf dem Hi-Hat mitspielte), „Passevite“ ebenfalls für das Schönberg Ensemble im Auftrag des WDR, „Mikado“ für das „Trio di Milano“ von Bruno Canino und „Basset“ für Sabine Meyer und ihr „Trio di Clarone“.  Für die Hundertjahrfeier der Juilliard School of Music arrangierte er sein Klarinettenkonzert von 2003 für drei improvisierende Klarinettisten. Kompositionen von ihm wurden auch vom Concertgebouw-Orchester gespielt (und in Auftrag gegeben), vom Mondriaan Quartet, dem Kronos Quartet, der Ebony Band, dem Geiger Mark Feldman und der Flötistin Eleonore Pameijer. Mit dem Librettisten Friso Haverkamp schuf er die Opern „Fausts Licht“ von 1985 (1998 und 1994 revidiert, für Streichquartett, Rezitatoren und Mezzosopran), „Noach“ (Noah) von 1994 und „Hier“ („Opera bouffa deep down A.P. in 32 scene’s Amsterdam in Aeternum“ 1996–2000). Schließlich erstreckt sich die Bandbreite seiner Kreativität auch auf die chinesische Mundorgel Sheng; 2008 schrieb er für den Virtuosen Wu Wei die „Four Songs“ für Sheng und Orchester.
1981 erhielt er den Boy-Edgar-Preis und 1984 den „Matthijs Vermeulen Preis“ für seine Kammermusikwerk „Temet“.

## Diskographische Hinweise
- On the Line (Claxon 1980)
- Guus Janssen Septet (Claxon 1984)
- Guus Janssen and His Orchestra: Dancing Series (Geestgronden, 1989)
- Janssen . Termos . Janssen Pok (Geestgronden, 1990)
- Klankast (Geestgronden, rec. 1987–1991)
- Janssen, Glerum, Janssen: Lighter (Geestgronden, rec. 1992–1995, ed. 1995)
- Chamber & Solo (Geestgronden/Donemus rec. 1982–1996, ed. 1997)
- Janssen, Glerum, Janssen: Zwik (Geestgronden, 1997)
- Hollywood o.K. Pieces (Geestgronden, 2001, mit Peter van Bergen, Vincent Chancey, Michael Rabinovitch, Ernst Glerum, Wim Janssen)
- Guus Janssen, David Kweksilber (Geestgronden, 2006)
- Out of Frame (Geestgronden, 2008)
- Meeting Points (Bimhuis, 2015, mit Oene van Geel, Lee Konitz, Michael Moore, Ernst Reijseger, Ernst Glerum, Wim Janssen, Han Bennink u. a.)
- Guus & Wim Janssen: Home Made Music (Geestgronden, 2019)[2]
- Vostok: Remote Islands (Relative Pitch Records, 2023, mit Fie Schouten, Vincent Courtois sowie Giuseppe Doronzo)[3]